# Хаген (тауншип, Миннесота)
Хаген (англ. Hagen) — тауншип в округе Клей, Миннесота, США. На 2000 год его население составило 153 человека.

## География
По данным Бюро переписи населения США площадь тауншипа составляет 84,1 км², из которых 84,1 км² занимает суша, а 0,1 км² — вода (0,06 %).

## Демография
По данным переписи населения 2000 года здесь находились 153 человека, 56 домохозяйств и 45 семей. Плотность населения —  1,8 чел./км². На территории тауншипа расположено 72 постройки со средней плотностью 0,9 построек на один квадратный километр. Расовый состав населения: 100,00 % белых.
Из 56 домохозяйств в 30,4 % воспитывались дети до 18 лет, в 75,0 % проживали супружеские пары, в 1,8 % проживали незамужние женщины и в 19,6 % домохозяйств проживали несемейные люди. 14,3 % домохозяйств состояли из одного человека, при том 3,6 % из — одиноких пожилых людей старше 65 лет. Средний размер домохозяйства — 2,73, а семьи — 3,07 человека.
26,8 % населения — младше 18 лет, 5,2 % — в возрасте от 18 до 24 лет, 19,6 % — от 25 до 44, 36,6 % — от 45 до 64, и 11,8 % — старше 65 лет. Средний возраст — 44 года. На каждые 100 женщин приходилось 96,2 мужчин. На каждые 100 женщин старше 18 приходилось 111,3 мужчин.
Средний годовой доход домохозяйства составлял 37 500 долларов, а средний годовой доход семьи —  37 143 доллара. Средний доход мужчин —  32 083  доллара, в то время как у женщин — 26 250. Доход на душу населения составил 16 186 долларов. За чертой бедности находились _ семей и _ всего населения тауншипа, из которых _ — люди моложе 18 и старше 65 лет.